# Tinguiririca
Il Tinguiririca è un fiume del Cile.
Il fiume Tinguiririca si trova nella Regione O'Higgins, nasce sulle Ande alla confluenza dei fiumi Las Damas e Del Azufre; il fiume è lungo 167 km e il suo bacino idrografico copre un'area di 4.730 km². Dalla sorgente il fiume scorre verso nord-ovest per 56 km fino ai dintorni della città di San Fernando e in questa parte del suo corso riceve le acque di 2 fiumi tributari: il Clarillo e il Claro. Il suo corso continua poi verso sud-ovest, vira a nord-ovest per finire infine nel Lago Rapel.